# Robin Söder
Robin Mikael Söder (Magra, 1º aprile 1991) è un ex calciatore svedese, di ruolo attaccante.

## Caratteristiche tecniche
Nel 2010 è stato inserito nella lista dei migliori calciatori nati dopo il 1989 stilata da Don Balón.

## Carriera

### Club
La sua prima squadra è stata quella della cittadina che gli ha dato i natali, il Magra. Successivamente è approdato nei settori giovanili di Sollebrunns AIK e Morlanda GoIF, con cui ha anche esordito in prima squadra, così come fece durante la militanza allo Stenungsunds IF, sempre nelle serie minori.
Nel 2008 arriva la chiamata dell'IFK Göteborg. Söder debutta in Allsvenskan il 1º luglio 2008 contro il Trelleborg, mentre undici giorni più tardi realizza la prima rete nella massima serie, segnando al 91º minuto il gol del 2-1 contro il Djurgården. A fine stagione riceve il premio di miglior esordiente del campionato.
Il 22 agosto 2014 viene ceduto ai danesi dell'Esbjerg. Il suo debutto ufficiale con la nuova maglia è avvenuto pochi giorni più tardi, il 31 agosto, mentre il successivo 14 settembre ha realizzato le prime reti in Danimarca con la doppietta al Vestsjælland, in un incontro valido per la Superligaen 2014-2015 e vinto 3-0. All'Esbjerg è rimasto tre anni, durante i quali ha totalizzato 61 presenze e 18 reti in campionato.
Scaduto il contratto triennale, con l'Esbjerg retrocesso perdipiù in seconda serie, Söder è stato ingaggiato dai belgi del Lokeren, con cui ha firmato un accordo di tre anni. La sua permanenza nelle Fiandre tuttavia è durata meno del previsto, visto che nell'agosto 2018 il giocatore ha fatto ritorno in Svezia al suo vecchio club dell'IFK Göteborg.
Nel corso dell'Allsvenskan 2019, Söder si è laureato vicecapocannoniere grazie alle 14 reti realizzate in 27 partite. Nelle prime giornate del campionato successivo, tuttavia, è rimasto vittima di un infortunio che il club non ha voluto precisare ma che ha costretto il giocatore a operarsi e rimanere fuori causa per quattro mesi. Ha avuto problemi fisici anche durante le prime giornate dell'edizione 2021, in cui ha totalizzato 16 presenze di cui 14 subentrando dalla panchina, realizzando complessivamente due reti. A fine stagione si è ritirato dal calcio professionistico.

### Nazionale
Ha partecipato al Campionato europeo Under-21 2009. In questa competizione ha giocato una partita, la semifinale contro l'Inghilterra, durante la quale servì a Marcus Berg l'assist del momentaneo 3-3, prima di infortunarsi gravemente al legamento crociato del ginocchio sinistro nel corso della stessa partita.

## Palmarès

### Club

#### Competizioni nazionali
- Coppa di Svezia: 1

IFK Göteborg: 2012-2013